# Waldstetten, Günzburg
Waldstetten là một đô thị ở huyện Günzburg bang Bayern thuộc nước Đức.